# Mowichské jezero
Mowichské jezero (angl. Mowich Lake) je jezero v severozápadním rohu národního parku Mount Rainier v americkém státě Washington v nadmořské výšce 1 502 metrů. Jméno Mowich znamená v jazyce Chinook jargon jelen.
Přístup k jezeru zajišťuje 27 kilometrů dlouhá nezpevněná cesta, která je otevřená vozidlům pouze v létě. Je zde také rušné tábořiště s třiceti stany, sociálním zařízením, stoly a odpadkovými koši. Destinace z tábořiště jsou stezka Wonderland Trail, Tolmie Peak a další. V blízkosti se nachází četné pralesy, vodopády, potoky, skály a lučiny.
U jezera se nedá dost dobře rybařit, protože zdejší rybí populace je nízká a nenachází se tu trdliště.